# Silvio Pedro
Silvio Pedro Miñoso (ur. 23 grudnia 1976) – kubański piłkarz występujący na pozycji obrońcy. Zawodnik klubu FC Villa Clara.

## Kariera klubowa
Miñoso zawodową karierę rozpoczął w 2000 roku w zespole FC Villa Clara. Od tego czasu wywalczył z nim 3 mistrzostwa Kuby (2002, 2004, 2011).

## Kariera reprezentacyjna
W reprezentacji Kuby Miñoso zadebiutował w 2002 roku. W 2003 roku znalazł się w drużynie na Złoty Puchar CONCACAF. Rozegrał na nim 3 spotkania: z Kanadą (2:0), Kostaryką (0:3) i Stanami Zjednoczonymi (0:5), a Kuba odpadła z rozgrywek w ćwierćfinale.
W 2005 roku ponownie wziął udział w Złoty Pucharze CONCACAF. Na tamtym turnieju, który Kuba zakończyła na fazie grupowej, wystąpił w pojedynkach ze Stanami Zjednoczonymi (1:4), Kostaryką (1:3) i Kanadą (1:2).
W 2007 roku Miñoso po raz trzeci został powołany do kadry na Złoty Puchar CONCACAF. Zagrał na nim w meczach z Meksykiem (1:2) i Panamą (2:2), a Kuba odpadła z turnieju po fazie grupowej.